# Papaipema pterisii
Papaipema pterisii là một loài bướm đêm trong họ Noctuidae.